# Тетрафобија
Тетрафобија је страх од броја 4. Најчешће се јавља у земљама источне Азије као што су Кина, Јапан, Кореја и Тајван.
Кинеска реч за број четири звучи слично као реч за смрт у многим формама говорног кинеског језика. Слично је и у јапанском и корејском језику.
Посебна се пажња обраћа избегавању броја 4 током празника или у случају болести у породици, посебно у кинеској култури. Тако се избегавају сви бројеви који у себи садрже бројку 4 као 14, 24, и сл. У овим земљама, спратови са овим бројевима се прескачу у зградама, хотелима, као и у болницама. Столови означени бројевима 4, 14, 24 и сл. такође се избегавају на вечерама поводом венчања или других друштвених окупљања. У комплексима за становање блокови зграда који би требало да носе бројеве 4, 14, 24 и сл. обично носе бројеве 3А, 13А, 23А итд.
У Хонгконгу, у појединим зградама прескочени су спратови од 40 до 49, тако да је одмах после 39. спрата 50 спрат. Ово збуњује људе који нису свесни тетрафобије и верују да наведени спратови недостају.
У Кини серије војних авиона почињу с бројем 5, као у случају авиона, а тајванска и јужнокорејска морнарица не користе број 4 на својим бродовима.
У Јапану, многе стамбене зграде и паркинзи прескачу број 4. Многи хотели немају 49. спрат, као што неки хотели на западу немају број 13, који се сматра за посебно несрећан број јер подсећа на јапанску фразу Shinumade Kurushimu, што значи „Бол до смрти“.
Финска телекомуникациона компанија Нокија такође примећује ово сујеверје, тако што не пуштају моделе телефона који почињу са бројем 4, осим у неким ретким случајевима. Компанија је то објаснила „као љубазни гест према азијским купцима."